# ステファン・フース
ステファン・フース（Stephen Huss, 1975年12月10日 - ）は、オーストラリア・ビクトリア州ベンディゴ出身の男子プロテニス選手。ダブルスのスペシャリストとして活動し、2005年ウィンブルドン選手権男子ダブルスでウェスリー・ムーディ（南アフリカ）とペアを組んで優勝した選手である。彼は普段からダブルスのみに活動を絞り、ATPツアーでは1度もシングルスへのエントリーがない。2005年ウィンブルドン選手権を含むダブルス4勝を挙げた。日本語では「ステファン・ハス」の表記も見られる。

## 来歴
フースは1990年代にスウェーデンテニス界を代表するトップ選手だったニクラス・クルティをいとこに持ち、両親ともスウェーデン人の家庭で、オーストラリア・ベンディゴの地に誕生した。彼は1996年から2000年までアメリカ合衆国アラバマ州オーバーン大学でスポーツ科学を学び、副専攻科目として心理学を履修しながら、学生テニス競技大会で93個のダブルス・タイトルを獲得した。大学卒業後の2000年にプロ転向。2002年4月のハサン2世グランプリでマイルズ・ウェイクフィールドと組んで男子ツアーダブルス初優勝を果たす。
フースのテニス経歴のハイライトは2005年ウィンブルドン選手権男子ダブルス優勝である。フースはウェスリー・ムーディとペアを組んで予選を勝ち上がり、本戦2回戦でマヘシュ・ブパシ/トッド・ウッドブリッジ組を6-3, 7-6, 6-3のストレートで破って波に乗る。長年にわたってダブルスの王者として君臨したウッドブリッジは、この試合の敗戦を最後に現役を引退した。フースとムーディは、準々決勝でマーク・ノールズ/ミカエル・ロドラ組、準決勝でヨナス・ビョルクマン/マックス・ミルヌイ組と強豪ペアを連破し、決勝では第2シードのブライアン兄弟と対戦した。初の決勝で、伏兵のフース/ムーディ組はブライアン兄弟を7-6, 6-3, 6-7, 6-3で破って優勝した。予選勝者のウィンブルドン優勝は、選手権の歴史を通じて史上初の出来事であり、フースにとっては3年ぶりのATPツアーダブルス2勝目になった。しかし、フースとムーディは全米オープンで男子ダブルス1回戦敗退に終わった。
フースは日本のジャパン・オープン・テニス選手権に6度出場しており、2007年にこの大会で準優勝があった。パートナーはカナダのフランク・ダンチェビッチで、決勝でジョーダン・カー/ロベルト・リンドステット組に4-6, 4-6で敗れて優勝を逃した。2008年9月のチャイナ・オープンでロス・ハッチンスと組んで優勝し、2005年ウィンブルドン選手権以来のダブルス3勝目を獲得した。
2010年10月の南フランス・オープンでダブルス4勝目を挙げたのが最後の優勝になり、2011年10月に現役を引退した。
フースは2009年12月29日にベネズエラのテニス選手であるミラグロス・セケラと結婚した。2011年に第1子の長女が誕生している。

## ATPツアー決勝進出結果

### ダブルス: 12回 (4勝8敗)
| 結果   | No. | 決勝日         | 大会           | サーフェス        | パートナー                   | 対戦相手                                        | スコア                       |
| ------ | --- | -------------- | -------------- | ----------------- | ---------------------------- | ----------------------------------------------- | ---------------------------- |
| 優勝   | 1.  | 2002年4月14日  | カサブランカ   | クレー            | マイルズ・ウェイクフィールド | マルティン・ガルシア ルイス・ロボ               | 6–4, 6–2                     |
| 優勝   | 2.  | 2005年7月3日   | ウィンブルドン | 芝                | ウェスリー・ムーディ         | ボブ・ブライアン マイク・ブライアン             | 7–6(7–4), 6–3, 6–7(2–7), 6–3 |
| 準優勝 | 1.  | 2005年10月30日 | バーゼル       | カーペット (室内) | ウェスリー・ムーディ         | アグスティン・カレリ フェルナンド・ゴンサレス   | 5–7, 5–7                     |
| 準優勝 | 2.  | 2007年2月4日   | デルレイビーチ | ハード            | ジェームス・オークランド     | ヒューゴ・アーマンド グザビエ・マリス           | 3–6, 7–6(7–4), [5–10]        |
| 準優勝 | 3.  | 2007年10月7日  | 東京           | ハード            | フランク・ダンチェビッチ     | ジョーダン・カー ロベルト・リンドステット       | 4–6, 4–6                     |
| 優勝   | 3   | 2008年9月28日  | 北京           | ハード            | ロス・ハッチンス             | アシュリー・フィッシャー ボビー・レイノルズ     | 7–5, 6–4                     |
| 準優勝 | 4.  | 2008年10月6日  | モスクワ       | カーペット (室内) | ロス・ハッチンス             | セルジー・スタホフスキー ポティト・スタラーチェ | 6–7(4–7), 6–2, [6–10]        |
| 準優勝 | 5.  | 2008年10月20日 | リヨン         | カーペット (室内) | ロス・ハッチンス             | ミカエル・ロドラ アンディ・ラム                 | 3–6, 7–5, [8–10]             |
| 準優勝 | 6.  | 2009年3月25日  | マイアイ       | ハード            | アシュリー・フィッシャー     | マックス・ミルヌイ アンディ・ラム               | 7–6(7–4), 2–6, [6–10]        |
| 準優勝 | 7.  | 2010年4月10日  | ヒューストン   | クレー            | ウェスリー・ムーディ         | ボブ・ブライアン マイク・ブライアン             | 3–6, 5–7                     |
| 優勝   | 4.  | 2010年10月31日 | モンペリエ     | ハード (室内)     | ロス・ハッチンス             | マルク・ロペス エドゥアルド・シュワンク         | 6–2, 4–6, [10-8]             |
| 準優勝 | 8.  | 2011年1月15日  | オークランド   | ハード            | ヨハン・ブルンストロム       | マルセル・グラノジェルス トミー・ロブレド       | 4–6, 6–7(6–8)                |